# Folytassa, tanár úr!
Folytassa, tanár úr! (eredeti címː Carry On Teacher), 1959-ben bemutatott brit (angol) fekete-fehér filmvígjáték, az angliai tanintézetekről (college-okról) szóló filmek paródiája, a Gerald Thomas által rendezett Folytassa… filmsorozat harmadik darabja. Főszereplői a sorozat rendszeres sztárjai közül Kenneth Williams, Kenneth Connor, Charles Hawtrey,  Hattie Jacques, Joan Sims és Leslie Phillips. Az alkalmi szereplők közül szerepel Ted Ray és Rosalind Knight. A debütáló diákszereplők közül ez Richard O’Sullivan egyetlen Folytassa-szerepe, Larry Dann (másfél évtized múlva) visszatért még három késői Folytassa-filmhez.

## Cselekmény
A Maudlin Street Secondary Modern School nevű középiskolában rendkívüli tanári értekezletet hívnak össze. Wakefield igazgató (Ted Ray), aki hosszú évek óta megbízott igazgató, bejelenti, hogy megpályázza egy, szülővárosában újonnan épült, korszerű iskola igazgatói tisztségét. Ugyanakkor felhívja a tanári kar figyelmét, hogy a következő napokban az iskolába látogat az Oktatási Minisztérium szigorú tanfelügyelője, Miss Wheeler (Rosalind Knight) és a hírneves gyermekpszichológus, Alistair Grigg (Leslie Phillips), akik az oktató-nevelő munka hatékonyságát véleményezik. Kéri a tanárokat, segítsenek, hogy a vizsgálat idején minden rendben menjen, az iskola (és igazgatója) ne kapjon rossz minősítést. Az értekezlet résztvevői, Mr. Adams fizikatanár (Kenneth Connor), Mr. Milton nyelv- és irodalomtanár (Kenneth Williams), Mr. Bean ének-zenetanár (Charles Hawtrey), Miss Allcock testnevelő tanárnő (Joan Sims) és Miss Short matematika-tanárnő (Hattie Jacques) támogatják Wakefieldet, de vita van köztük arról, hogyan lehet a diákokat eredményesen fegyelmezni. Az erős kéz (és a tanári pálca) hívei tartanak Grigg hírhedten liberális nézeteitől, fejcsóválva lapozzák „A gyereknek mindig igaza van” című könyvét. Maga az igazgató sem híve a kor Angliájában elterjedt iskolai pálca-büntetésnek.
Robin Stevens diák (Richard O'Sullivan) a kulcslyukon át kihallgatja a megbeszélést, és értesíti társait arról, hogy Wakefield igazgató a tanév végén ott akarja hagyni az iskolát, máshová pályázik. Összeesküvést szőnek, hogy szabotálják a tanórák rendjét, hogy az igazgató ne kapjon jó minősítést, és bukja el az új helyre benyújtott pályázatát. Wakefield fogadja a látogatókat, Grigg pszichiátor és Miss Allcock tornatanárnő első pillantásra egymásba szeretnek. A diák-összeesküvők elkezdik a bajkeverést. Mr. Bean zongorájának lábát elfűrészelik, az összedől, miközben a diákok szemtelenül tovább éneklik a Tíz zöld palack című gyerekdalt, mintha mi sem történt volna. Miss Allcock tornanadrágját két mérettel kisebbre cserélik, a tornabemutatón kettéhasad, újabb megalázás és botrány. Mr. Milton irodalomóráján Shakespeare Rómeó és Júliájával foglalkoznak, mert ez lesz az évzáró ünnepség díszelőadása. A diáklányok a gyermekkorú Júlia szexuális szokásait firtatják, a fiúk a koraérett lányok gyakorlati előnyeit fejtegetik, kínos magyarázkodásra kényszerítve Miltont. Grigg pszichológus nagyon élvezi a helyzetet, hiszen „a gyereknek mindig igaza van.” Miss Wheeler tanfelügyelő azonban felháborodik és az igazgató erélytelenségét okolja. A következő helyszínen, a fizika előadóban a diákok élesítik Mr. Adams félig megépített oktatórakétáját, az felrobban, az óra botrányba fullad. Csak a szigorú Miss Short matektanárnővel nem mernek kikezdeni.
A tanári szobában Grigg pszichológus, aki Bécsben tanult, és mindig „bécsi mesterére” (Sigmund Freudra) hivatkozik, igazolva látja elméletét, miszerint a „diákcsínyek” mögött a gyermeki lélek szabadságvágyát kell keresni. Miss Wheeler a fegyelmet hiányolja, az igazgató szerint a rendbontást elnéző humorral kell kezelni. A székről azonban nem tudnak felkelni, a „kis csibészek” bekenték ragasztóval. Miss Short matematika óráján Grigg gondolkodás-pszichológiai kísérletet végez, de a könyvéből jóelőre felkészült diákok kipukkasztják próbálkozását. 
Wakefield igazgató látja, hogy pályázata veszélybe került, de észreveszi, hogy a szigorú Miss Wheeler érdeklődik az ideges és félszeg Mr. Adams iránt. Könyörög Adamsnek, csábítsa el Miss Wheelert, és vegye rá, adjon kedvező minősítést. Cserébe megígéri, hogy új iskolájában, ahol több labor, korszerűb felszereltség van, vezető műszaki tanárrá fogja kinevezni. A félénk Adams húzódozik, de megtesz minden tőle telhetőt. Kínos helyzetek során próbálja kifejezni vonzalmát, miközben a „diákcsínyek” újra és újra nevetséges helyzetbe sodorják, végül nagy nehezen megtalálják az utat egymáshoz.
A diákok fokozzák a nyomást. A kémiai szertárból tiszta alkoholt lopnak és beleöntik a tanárok teáskannájába. Azok jól berúgnak. Miss Wheeler megdöbbenését fejezi ki a tanárok alkoholizálása miatt, a piától érzékennyé vált Miss Allcock nekiugrik „a girhes macskának”, de a kavarodásban Grigg pszichiátert üti ki. Utána viszont Grigg és Miss Allcock összebékülnek és egymásra találnak. A diákok viszketőporral preparálják a tanári szobát. Grigg pszichiáter vakarózva is elnéző marad a „gyermeki szabadságvágy megnyilvánulása” iránt. A diákok bombakészítésre utaló nyomokat hagynak szerteszét az iskolában. pánikba kergetve a felnőtteket. Az évvégi színielőadást teljesen szétbarmolják, tönkreteszik a színpadgépet, a díszletek összeomlanak, teljes a csőd és a botrány.
A diák-szabotőrök a díjkiosztó ünnepség tönkretételére készülnek. Sikereik nyomán óvatlanná váltak, a váratlanul visszatérő igazgató rajtakapja őket. Stevenst és társait kötelezi, hogy tegyenek rendbe mindent és az ünnepség után jelentkezzenek büntetésre. Tettük indítékáról azonban nem vallanak. Maga Wakefield is belátja, hogy a megátalkodott főkolomposokkal szemben helye van a pálcabüntetésnek. Ettől csak Miss Short megjelenése menti meg őket, akinek Penelope diáklány azt mondja, csak azért szervezték a szabotázst, hogy Wakefield igazgató ne hagyja el őket. A szöveg mélyen meghatja Wakefieldet, lemond a bűnösök megbüntetéséről, veszni hagyja pályázatát és a tiszteletére összegyűlt diákoknak megígéri, hogy itt marad a következő tanévben is.
A fülig szerelmes Miss Wheeler kedvező jelentést ír a minisztériumnak az iskolában tapasztalt kitűnő tanár-diák viszonyról. Grigg pszichológus és Miss Allcock tornatanárnő házasságukat tervezik, és megállapodnak, hogy ha a gyerekeik rászolgálnak, mégiscsak meghúzzák majd a fülüket. Grigg bevallja, már már régen rájött: „a liberális nevelés nagyszerű dolog, de csak a mások gyerekeinél.”

## Szereposztás
| Szerep                                   | Színész                                                            | Magyar hangja (1. szinkron) | Magyar hangja (2. szinkron) |
| ---------------------------------------- | ------------------------------------------------------------------ | --------------------------- | --------------------------- |
| Gregory Adams fizika-technika tanár      | Kenneth Connor                                                     | Kautzky József              | Csankó Zoltán               |
| Michael Bean ének-zenetanár              | Charles Hawtrey                                                    | Szuhay Balázs               | Szacsvay László             |
| Alistair Grigg pszichológus              | Leslie Phillips                                                    | Somogyvári Pál              | Fazekas István              |
| Sarah Allcock testnevelő tanár           | Joan Sims                                                          | Győri Ilona                 | Andresz Kati                |
| Edwin Milton nyelv- és irodalomtanár     | Kenneth Williams                                                   | Gelley Kornél               | Harsányi Gábor              |
| Grace Short matematika tanár             | Hattie Jacques                                                     | Tábori Nóra                 | Molnár Piroska              |
| Felicity Wheeler tanfelügyelő            | Rosalind Knight                                                    | N/A                         | Kocsis Judit                |
| Alf Hudson pedellus                      | Cyril Chamberlain                                                  | N/A                         | Gruber Hugó                 |
| William „Wakie” Wakefield igazgató       | Ted Ray                                                            | Gera Zoltán                 | Reviczky Gábor              |
| Robin Stevens, diák („Romeó”)            | Richard O’Sullivan                                                 | N/A                         | Simonyi Balázs              |
| Penelope „Penny” Lee, diáklány („Júlia”) | Diana Beevers                                                      | N/A                         | Dögei Éva                   |
| Pat Gordon diáklány, szabotőr            | Jacqueline Lewis                                                   | N/A                         | Nemes Takách Kata           |
| Harry Bird diák, szabotőr                | Roy Hines                                                          | N/A                         | Hamvas Dániel               |
| John Atkins diák, szabotőr               | Paul Cole                                                          | N/A                         | Molnár Levente              |
| További diák-szabotőrök                  | Jeremy Bulloch, Larry Dann, George Howell, Carol White, Jane White | N/A                         | N/A                         |

## További információ
- Folytassa, tanár úr! a PORT.hu-n (magyarul)
- Folytassa, tanár úr! az Internetes Szinkronadatbázisban (magyarul)
- Folytassa, tanár úr! az Internet Movie Database-ben (angolul)
- Folytassa, tanár úr! a Box Office Mojón (angolul)

- Robert Ross. The Carry On Companion. London: B.T. Batsford (2002). ISBN 0-7134-8771-2
- Carry On Teacher (1959). The Whippit Inn (thewhippitinn.com). [2015. február 25-i dátummal az eredetiből archiválva]. (Hozzáférés: 2021. április 24.)
- Carry On Teacher (1959) (angol nyelven). Carry On Line (carryonline.com). [2021. február 14-i dátummal az eredetiből archiválva]. (Hozzáférés: 2021. március 4.)
- Carry On Teacher, 1959 British comedy film (angol nyelven). British Comedy Guide (comedy.co.uk). (Hozzáférés: 2021. március 4.)
- Folytassa, tanár úr! (1959), teljes film magyar szinkronnal. videa.hu. (Hozzáférés: 2021. március 4.)